# 葡萄牙王室播遷巴西
1807年11月27日，葡萄牙王國布拉干薩王朝的女王瑪麗亞一世、攝政王約翰及其屬下的高級官員共近10000人從里斯本轉移到葡萄牙殖民地巴西，史稱葡萄牙王室播遷巴西（葡萄牙語：Transferência da corte portuguesa para o Brasil）。上述葡萄牙王室成員於27日登上船隻，但由於天氣不佳之因素，船隻被迫延遲至11月29日才離開。時間點就在拿破崙一世率軍於1807年12月1日入侵葡萄牙前兩天。
葡萄牙王室自此遷移至巴西，直到1820年葡萄牙自由革命導致葡萄牙國王約翰六世於1821年4月26日回到里斯本，葡萄牙王室才回到葡萄牙本土。